# Liste öffentlicher Kneipp-Anlagen im Rems-Murr-Kreis
In der Liste öffentlicher Kneipp-Anlagen im Rems-Murr-Kreis sind öffentliche Kneipp-Anlagen für Orte, die zum Rems-Murr-Kreis in Baden-Württemberg gehören, aufgeführt. Sie ist primär nach Orten sortiert, unabhängig davon, ob es sich um Ortsteile, Gemeinden oder Städte handelt. Kneipp-Anlagen können laut Kneipp-Bund in Form von Wassertretanlagen oder Armbecken vorliegen und unterliegen grundsätzlich nicht der Trinkwasserverordnung. Kneipp-Anlagen werden häufig künstlich angelegt. Daneben gibt es in den natürlichen Verlauf von Fließgewässern eingebettete Wassertretstellen. Kneippen ist eine Behandlungsmethode der Hydrotherapie, die auf der Grundlage von Sebastian Kneipp angewendet wird. Hierbei wird in kaltem Wasser auf der Stelle geschritten. In Armbecken werden die Arme bis zur Mitte der Oberarme ins kalte Wasser getaucht. Die Liste erhebt keinen Anspruch auf Vollständigkeit.

## Kneipp-Anlagen im Rems-Murr-Kreis
Derzeit sind im Rems-Murr-Kreis 19 öffentliche Kneipp-Anlagen erfasst (Stand: 25. November 2024):
| Bild | Ort                    | Beschreibung                                 | ↴ Zufluss / ↳ Abfluss              | Standort                            |
| ---- | ---------------------- | -------------------------------------------- | ---------------------------------- | ----------------------------------- |
|      | Allmersbach im Tal     | Kneipp-Anlage Allmersbach im Tal             |                                    | ⊙ Schorndorfer Straße               |
|      | Althütte               | Wassertretbecken in Althütte bei Sechselberg | ↴ Trinkwassernetz / ↳ Abwassernetz | ⊙ Fuchswasenweg                     |
|      | Backnang               | Kneipp-Anlage am Heppachbrunnen              |                                    | ⊙ am Wanderweg nördlich vom Heppsee |
|      | Backnang               | Kneipp-Anlage im Wonnemar                    | ↴ Trinkwassernetz / ↳ Abwassernetz | ⊙ Martin-Dietrich-Allee             |
|      | Backnang-Katharinenhof | Am Wohnplatz Schloss Katharinenhof           |                                    | ⊙ Theodor-Hepp-Weg                  |
|      | Beutelsbach            | Kneipp-Anlage bei Weinstadt-Beutelsbach      |                                    | ⊙ Weißer Weg                        |
|      | Großerlach             | Wassertretbecken am Silberstollen            |                                    | ⊙                                   |
|      | Höfen                  | Winnenden-Höfen                              | ↴↳ Hambach                         | ⊙ Zwischen den Bächen               |
|      | Leutenbach             | Kneipp-Anlage Leutenbach                     | ↴↳ Höllachbach                     | ⊙ Höllachwiesen                     |
|      | Murrhardt              | Kneipp-Anlage bei Murrhardt                  | ↴↳ Dentelbach                      | ⊙ Rudi-Gehring-Straße               |
|      | Neustadt an der Rems   | Kneipp-Anlage Waiblingen-Neustadt            | ↴↳ Rems                            | ⊙                                   |
|      | Schorndorf             | Kneipp-Anlage Siebenklingen Schorndorf       | ↴↳ Siebenklingenbach               | ⊙ Siebenklingenstraße               |
|      | Schorndorf             | Kneipp-Anlage im Stadtpark                   |                                    | ⊙                                   |
|      | Sechselberg            | Kneipp-Anlage bei Althütte-Sechselberg       |                                    | ⊙ Murrhardter Straße                |
|      | Unterbrüden            | Kneipp-Anlage bei Auenwald-Unterbrüden       | ↴↳ Brüdenbach                      | ⊙ Beaurepairestraße                 |
|      | Unterweissach          | Kneipp-Anlage Brühlweg Unterweissach         |                                    | ⊙ Brühlweg                          |
|      | Waiblingen             | Kneippbecken Talaue Waiblingen               |                                    | ⊙                                   |
|      | Winnenden              | Kneippbecken Buchenbach Winnenden            |                                    | ⊙                                   |
|      | Welzheim               | Kneipp-Anlage Welzheim                       | ↴↳ Weidenbach                      | ⊙                                   |